# Who's Sorry Now? (canción)

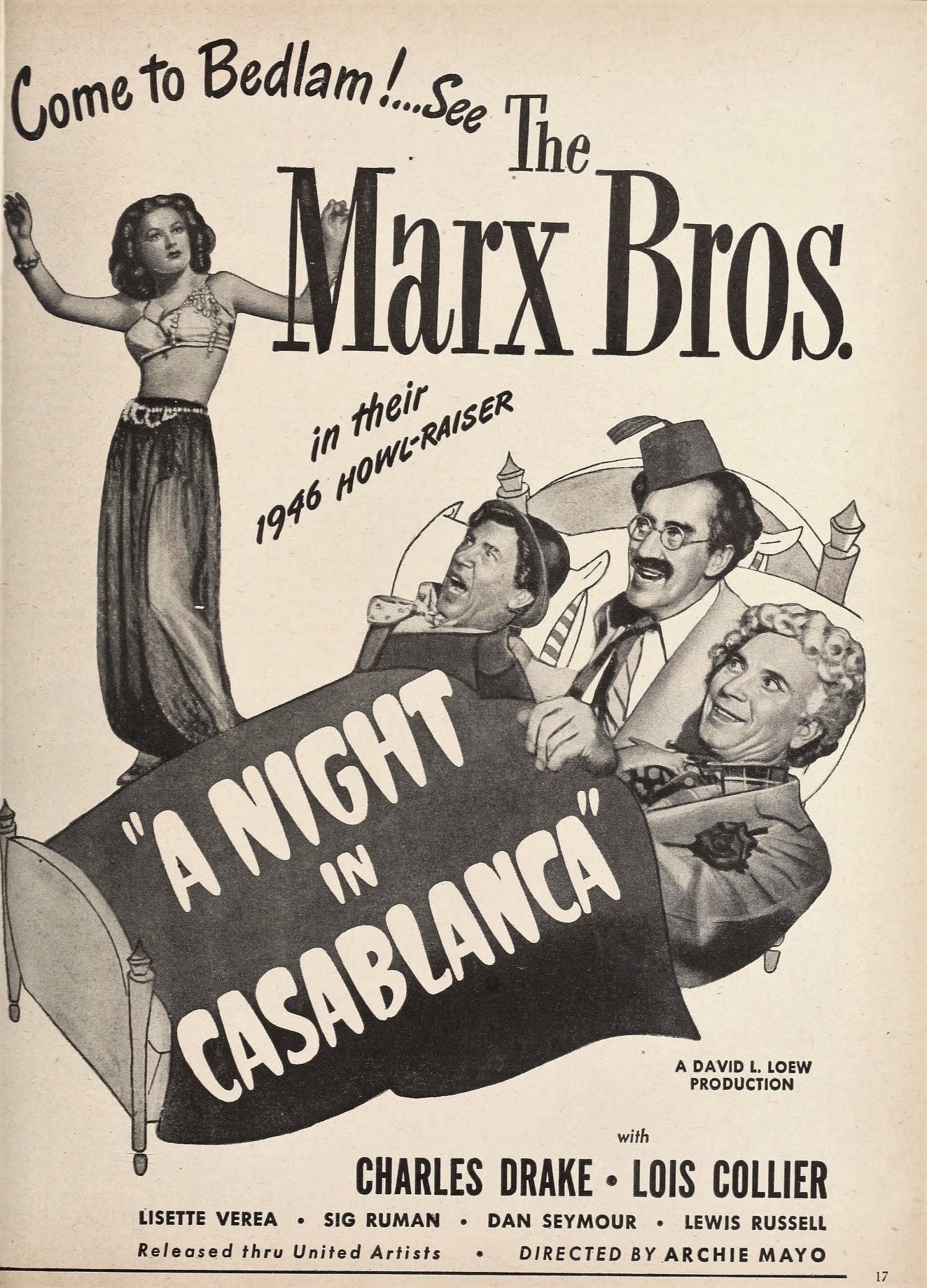
Una noche en Casablanca, 1946.

"Who's Sorry Now?" es una canción popular con música compuesta por Ted Snyder y letra escrita por Bert Kalmar y Harry Ruby. Fue publicada en 1923,  cuando Isham Jones lo llevó al número 3. Otras versiones en 1923, fueron hechas por Marion Harris, Original Memphis Five, Lewis James y Irving Kaufman.
"Who's Sorry Now?" también está presente en la película de los hermanos Marx, Una noche en Casablanca (1946), dirigido por Archie Mayo y lanzado por United Artists. Fue también usada en la película de 1950, Three Little Words cuando fue cantada por Gloria De Haven.
Karen Elson con Vince Giordano and the Nighthawks grabaron la canción para un episodio de la serie de televisión de HBO, Boardwalk Empire.

## Versión de Connie Francis

### Antecedentes
"Who's Sorry Now?" fue grabada en 1957 por Connie Francis, y desde entonces la canción fue estrechamente identificada con ella debido a su inmensa popularidad de su versión que fue un rotundo éxito. Desde 1955, Francis había grabado 20 canciones para MGM Records y solamente una ("The Majesty of Love", un dueto con el cantante de country Marvin Rainwater que eventualmente vendió más de un millón de copias) se había posicionado en las listas. Debido a su casi completo fracaso como una cantante, MGM informó que su contrato se terminaría después de un disco. Con su carrera musical en juego, el padre de Francis sugirió que ella grabará "Who's Sorry Now?". Él estaba convencido de que tendría un atractivo cruzado tanto para los oyentes mayores como para los jóvenes si le daban un sonido modernizado. Francis se opuso enérgicamente a la idea con el argumento de que vender a la audiencia juvenil una canción de casi 35 años era "ridículo", pero ella terminó aceptando como un favor para su padre.

### Recepción
Publicado junto con "You Were Only Fooling (While I Was Falling in Love)", el sencillo fue grabado el 2 de octubre de 1957. La atención inicial fue modesta y parecía ser tan poco importante como los sencillos anteriores de Francis, pero después de que Dick Clark la defendió en American Bandstand en enero de 1958, el sencillo rozó el número 4 en el Billboard Hot 100 esa primavera, con ventas eventuales de un millón de unidades en los Estados Unidos. En el Reino Unido, fue número 1 por seis semanas en mayo y junio de 1958.

### Otros lanzamientos
- La canción fue publicado como sencillo junto con "You Were Only Fooling (While I Was Falling in Love)" como lado B en noviembre de 1957.[4]
- La canción ha aparecido en numerosos álbumes compilatorios de Connie Francis.
  - Connie's Greatest Hits (1959)
  - The Very Best of Connie Francis (1963)
  - Her Greatest Hits & Finest Performances (1996)
  - 20th Century Masters – The Millennium Collection: The Best of Connie Francis (1999)
  - Gold (2005)
  - The Classic Years (2017)

### Lista de canciones
Versión original
1. "Who's Sorry Now?" – 2:16
2. "You Were Only Foolin' (While I Was Fallin' in Love)" – 2:13

Versión extendida
1. "Who's Sorry Now?" – 2:16
2. "You Were Only Foolin' (While I Was Fallin' in Love)" – 2:13
3. "Eighteen" – 2:12
4. "Faded Orchid" – 2:15

### Uso en otros medios
La canción fue utilizada en el tráiler de lanzamiento de la película, Cruella.

### Posicionamiento

#### Gráfica semanal
| Gráficas (1958)                           | Pico de posición |
| ----------------------------------------- | ---------------- |
| South Africa                              | 1                |
| UK Singles Chart                          | 1                |
| US Billboard Hot 100                      | 4                |
| U.S. Billboard R&B Best Sellers in Stores | 4                |
| US Cash Box Top 100                       | 3                |

#### Gráfica de fin de año
| Gráficas (1958)      | Pico de posición |
| -------------------- | ---------------- |
| South Africa         | 2                |
| UK                   | 2                |
| US Billboard Hot 100 | 39               |
| US Cash Box          | 24               |

## Otras versiones
La canción ha sido grabada por numerosos artistas incluyendo:
- Pat Boone grabó una versión en 1960.
- Carmen y Laura a mediados de 1940, fue su primera grabación en el idioma inglés.[13]
- Bing Crosby grabó una versión con Eddie Heywood el 5 de septiembre de 1945.[14]
- Marion Harris
- Harry James grabó una versión en 1945 (lanzada en 1946) con Willie Smith como vocalista en Columbia Records.
- Isham Jones
- Irving Kaufman
- Shooby Taylor
- Jerry Lee Lewis grabó una versión en 1977.
- Willie Nelson grabó una versión en 1981.
- Lyn Paul lanzó un sencillo en 1974 de "Who's Sorry Now?" qué alcanzó #54 en el Reino Unido y #60 en Australia.[15]
- Sandy Posey
- Johnnie Ray grabó su versión para Columbia Records en 1956. Alcanzando el número 17 en las listas británicas en febrero de 1956.[16]
- Lisette Verea, en la película de los hermanos Marx, Una noche en Casablanca (1946).
- Spanky Wilson on su álbum de 1969, Doin' It.[17]
- Robert Abitbol hizo una versión de jazz en julio de 2020.[18]